# Хайлигкройцштайнах
Хайлигкройцштайнах (нем. Heiligkreuzsteinach) — община в Германии, в земле Баден-Вюртемберг. 
Подчиняется административному округу Карлсруэ. Входит в состав района Рейн-Неккар.  Население составляет 2919 человек (на 31 декабря 2010 года). Занимает площадь 19,61 км².
Коммуна подразделяется на 7 сельских округов.